# Süstedt
Süstedt este o comună din landul Saxonia Inferioară, Germania.